# Ernst Ehrentreu
Ernst Jonach Ehrentreu (geboren 12. Mai 1896 in München; gestorben 11. November 1981 in London) war in den 1920er und 1930er Jahren ein jüdisch-orthodoxer Rabbiner in München. Er wurde während einer Haft im NSDAP-Konzentrationslager Dachau bei München, noch vor den massenhaften Judendeportationen aus seiner Heimatstadt ab November 1941, gezwungen, Deutschland 1939 mit seiner Familie zu verlassen. Nach dem Ende der Shoah blieb er bis zum Lebensende im Exil in London.

## Leben

### Familie und Beruf
Ernst Ehrentreu kam als zweites von fünf Kindern zur Welt. Seine Mutter, Ida Eitel Ehrentreu, geborene Feuchtwanger, stammte aus Fürth. Sein Vater, Heinrich Ehrentreu, war Rabbiner der Münchner orthodoxen Juden der Gemeinschaft Ohel Jakob.
Während drei Jahren war Ernst Ehrentreu Soldat im Ersten Weltkrieg. 1918 konnte er in München ein Studium der Theologie beginnen und es später in Berlin sowohl an der Universität als auch am Rabbinerseminar fortsetzen. Er schloss es 1921 in Königsberg ab. Die Promotion erfolgte 1925. Erste berufliche Stationen waren in München, Bratislava, Baden bei Wien und in Robów, Polen.
Vom Juli 1925 bis Ende 1926 war er als Rabbinatssubstitut bei der Israelitischen Kultusgemeinde München angestellt. Nach dem Tod seines Vaters im Januar 1927 folgte Ehrentreu ihm als Rabbiner an der orthodoxen Synagoge nach.
Am 2. Mai 1926 heiratete Ehrentreu in Kissingen Jenny Fanny Ehrentreu, geb. Heckscher. Sie hatten gemeinsam sechs in München geborene Kinder.

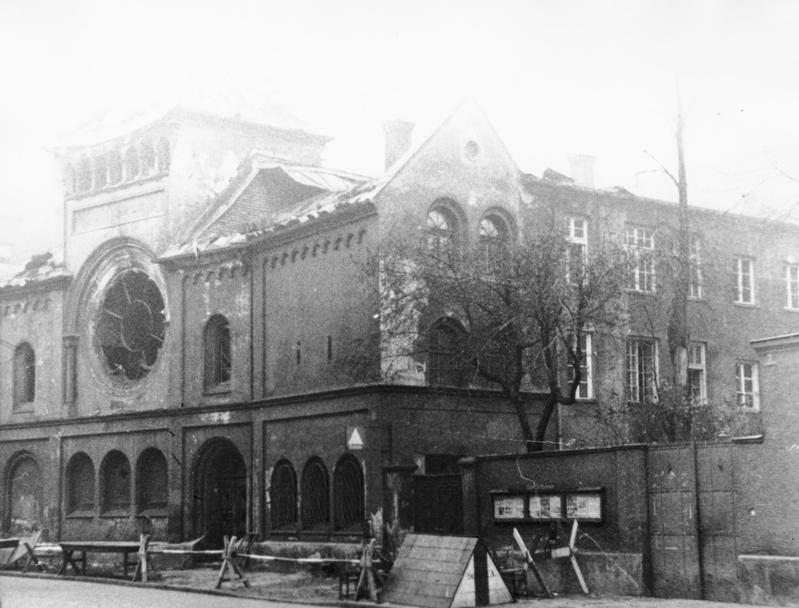
Die 1938 zerstörte Ohel-Jakob-Synagoge in München

### Novemberpogrome, Verhaftung und erzwungenes Exil
In der Nacht vom 9. auf den 10. November 1938 drangen SA-Leute bei dem reichsweit organisierten Pogrom gegen Juden in die Synagoge der Religionsgemeinschaft Ohel-Jakob in der Herzog-Rudolf-Straße ein und verwüsteten die Einrichtung sowie die darin verwahrten Kultgegenstände. Bei dem Versuch, die Thorarollen vor dem Feuer zu retten, wäre Ehrentreu von den Angreifern beinahe selbst ins Feuer geworfen worden.
Ernst Ehrentreu wurde unmittelbar danach, wie etwa 1000 andere männliche deutsche Juden aus München, von der Gestapo verhaftet und dann von der SS im Konzentrationslager Dachau wochenlang inhaftiert. Er musste sich im Januar 1939 vor „[s]einer Entlassung vom Konzentrationslager Dachau verpflichten, sofort Deutschland zu verlassen.“ Er verließ Deutschland am 28. Februar 1939 mit seiner Frau und den sechs Kindern über Frankfurt am Main nach London.
Nach Kriegsbeginn wurde Ernst Ehrentreu als Enemy Alien zunächst auf der Insel Man, später in Australien interniert. Von 1942 bis 1946 arbeitete Ehrentreu dann als Rabbiner in der Gemeinde Machzikai Hadath und war Mitglied des Rabbinatsgerichts in St. Kilda bei Melbourne in Australien. Nach sechs Jahren Internierung durfte er 1946 wieder nach England zu seiner Familie nach Cambridge zurückkehren. Er erhielt in England eine Stelle als Rabbiner der Gemeinde Kehal Adath Yeshurun in London.

### Nachkriegszeit und Lebensende
Erst 1953 wurde ein von Ehrentreu gestellter Wiedergutmachungsantrag aufgrund „nationalsozialistischen Unrechts“ mit monatlichen Versorgungsbezügen in Höhe von 644 DM beschieden.
1956 wurden Ernst Ehrentreu und seine Ehefrau auf ihre Anträge hin als Deutsche nach dem Entzug der Staatsangehörigkeit durch die Nationalsozialisten wieder „eingebürgert“. 
Er starb 1981 in London. Seine Frau Jenny Fanny E. überlebte ihren Mann um 21 Jahre und wurde im August 2002 ebenfalls in London beigesetzt.